# Élections sénatoriales de 2026 dans les Alpes-Maritimes
Pour un article plus général, voir Élections sénatoriales françaises de 2026.
Les élections sénatoriales dans les Alpes-Maritimes sont prévues en septembre 2026. Elles visent à renouveler les cinq sénateurs du département.

## Modalités

### Dates
Ces élections se tiendront en septembre 2026, les sénateurs étant élus pour une durée de 6 ans et les élections de 2020 ayant eu lieu le 27 septembre.

### Mode de scrutin
Les Alpes-Maritimes étant représentées par cinq sénateurs, ces derniers sont élus au scrutin proportionnel plurinominal. Les électeurs votent pour des listes de candidats, et les sièges sont répartis après dépouillement des suffrages aux différentes listes en proportion de leurs parts des voix, suivant la règle de la plus forte moyenne, sans panachage ni vote préférentiel,.

### Collège électoral
Les élections sénatoriales sont un scrutin indirect, cela signifie que seuls les grands électeurs sont appelés à voter lors de cette élection. Sont considérés comme grands électeurs:
- les députés et sénateurs ;
- les conseillers régionaux ;
- les conseillers départementaux ;
- les délégués des conseils municipaux. Cette dernière catégorie représente 95 % des grands électeurs[6].

## Contexte

### Élections sénatoriales de 2020
Lors des élections sénatoriales de 2020, la liste Les Républicains, menée par Dominique Estrosi Sassone parvient à obtenir l'intégralité des sièges sénatoriaux du département, faisant ainsi perdre au Parti socialiste et à l'UDI leurs sénateurs respectifs.

### Contexte politique local
Depuis les élections sénatoriales de 2020, les deux figures locales de la droite ont quitté Les Républicains. Christian Estrosi, maire de Nice et président de la métropole Nice Côte d'Azur opère un rapprochement avec le centre et rejoint en 2021 Horizons, parti fondé par Édouard Philippe. Éric Ciotti, député, conseiller départemental et alors également président des Républicains, opère un rapprochement avec le Rassemblement national et quitte son parti lors de la crise interne de 2024, afin de fonder l'Union des droites pour la République. Ces deux départs, accompagnés d'un certain nombre de proches et de collaborateurs, ont fortement affaibli la position de la droite républicaine dans le département.

### Élections municipales de 2026
Les élections sénatoriales de 2026 prendront place 6 mois après les municipales de la même année. La très grande majorité des grands électeurs français étant issus des conseils municipaux, leur composition aura dès lors un impact important sur le scrutin sénatorial.

## Résultats

### Sénateurs sortants et élus
| Sénateurs sortants        | Parti | Parti | Groupe | Groupe | Sénateurs élus | Parti | Parti | Groupe | Groupe |
| ------------------------- | ----- | ----- | ------ | ------ | -------------- | ----- | ----- | ------ | ------ |
| Alexandra Borchio-Fontimp |       | LR    |        | REP    |                |       |       |        |        |
| Patricia Demas            |       | LR    |        | REP    |                |       |       |        |        |
| Jean-Marc Delia           |       | DVD   |        | REP    |                |       |       |        |        |
| Dominique Estrosi Sassone |       | LR    |        | REP    |                |       |       |        |        |
| Henri Leroy               |       | LR    |        | REP    |                |       |       |        |        |